# روبرت مارتن (سياسي أسترالي)
روبرت مارتن (بالإنجليزية: Robert Martin) هو ناشط سلام وسياسي أسترالي، ولد في 1949.